# Kandahar cup
De Britse veldmaarschalk Lord Roberts bevorderde ook de in zijn tijd nieuwe skisport. Het hoofdnummer bij wereldkampioenschappen skiën wordt naar de door hem geschonken trofee de "Kandahar" genoemd.
Lord Roberts was in 1903 bij de skisport betrokken geraakt als beschermheer van de Skischool voor kostschooljongens, de "Public Schools Alpine Sports Club".
De eerste "Roberts of Kandahar Cup" werd in Crans-Montana uitgereikt op 11 januari 1911.